# NGC 5188
NGC 5188 este o galaxie spirală situată în constelația Centaurul. A fost descoperită în 1 mai 1834 de către John Herschel. Se află la o distanță de 25,7 de megaparseci de Pământ.